# Forteresse de Sokolica
La forteresse de Sokolica (en serbe cyrillique : Градина Соколица ; en serbe latin : Gradina Sokolica) est située sur le territoire du village d'Ostra, sur le territoire de la Ville de Čačak et dans le district de Moravica, en Serbie. Elle est inscrite sur la liste des monuments culturels protégés de la République de Serbie (identifiant no SK 509),,.

## Présentation
Les vestiges de la forteresse sont situés dans une position dominante, qui lui offre une position stratégique favorable. Le site a été habité depuis la Préhistoire et à l'Âge du bronze puis à la fin de l'Antiquité, du IVe au VIe siècle, et, plus tard, aux Xe et XIe siècles. Certaines découvertes indiquent que Sokolica a été utilisée comme résidence permanente ou temporaire pendant une période ultérieure sous la domination turque.
La fortification, de dimensions plutôt réduites, mesure 65 × 35 m ; elle dispose de deux ceintures de remparts, c'est-à-dire de deux zones défendues séparément : Gornji grad, la ville haute, qui occupe un plateau, et « Podgrađe », la ville basse, qui est située sur une partie plus pentue du terrain. Les remparts étaient défendus par une ou deux tours dont les ruines ont été découvertes lors de fouilles. La largeur des remparts était comprise entre 1,5 m et 2,5 m. Au cours des fouilles, les vestiges de quatre bâtiments ont été découverts le long du mur ouest de la ville haute.